# Maria Kornek-Żabińska
Maria Kornek-Żabińska (ur. 7 marca 1960 w Starowicach Dolnych) – polska hokeistka na trawie, olimpijka.
Córka Józefa Kornka i Anny z domu Gazda, w 1980 ukończyła Zespół Szkół Rolniczych w Nysie, uzyskując zawód technika rolnika. Hokej na trawie uprawiała początkowo w Rolniku Nysa, wraz z którym zdobyła mistrzostwo Polski juniorek w 1979. Później występowała w Polarze Wrocław; studiowała na Akademii Wychowania Fizycznego we Wrocławiu, ale nauki nie ukończyła ze względów zdrowotnych. W barwach Polaru osiągnęła mistrzostwo Polski seniorek (1981). Grała na pozycji pomocnika.
W latach 1979-1980 wystąpiła w ośmiu meczach reprezentacji narodowej. Startowała m.in. na igrzyskach olimpijskich w Moskwie, gdzie zagrała w czterech meczach, m.in. przeciwko Zimbabwe; mecz ten stanowił debiut kobiecego hokeja w charakterze dyscypliny olimpijskiej. Zespół polski zajął w turnieju olimpijskim ostatnie, 6. miejsce.
Otrzymała odznakę Mistrzyni Sportu. Po zakończeniu kariery sportowej była instruktorką ds. sportu w Miejsko-Gminnym Ośrodku Kultury, Sportu i Rekreacji w Korfantowie, założyła tamże Klub Olimpijczyka. Jej mężem jest Mariusz Żabiński, nauczyciel wychowania fizycznego i trener lekkoatletyki, mają dwóch synów (Grzegorza, ur. 1983, piłkarza WLKS Czarni Korfantów oraz Jarosława, ur. 1985, lekkoatletę, specjalizującego się w biegach średnich i przełajowych).